# مینامی‌اچیزن، فوکوئی
می‌نامی‌اچیزن، فوکوئی (به لاتین: Minamiechizen, Fukui) یک منطقهٔ مسکونی در ژاپن است که در استان فوکوئی واقع شده‌است. می‌نامی‌اچیزن ۱۱٬۴۴۶ نفر جمعیت دارد.